# 水曜アニメ〈水もん〉
- 朝日放送グループホールディングス > 朝日放送テレビ > 朝日放送テレビ番組一覧 > 水曜アニメ〈水もん〉
- アニメ > テレビアニメ > 深夜アニメ > 水曜アニメ〈水もん〉
- テレビ番組 > 深夜番組 > 深夜アニメ > 水曜アニメ〈水もん〉

『水曜アニメ〈水もん〉』（すいようアニメ みずもん）は、朝日放送テレビ（ABCテレビ）で2012年10月4日から木曜未明（水曜深夜）に放送中の関西ローカル深夜アニメ枠の名称。

## 概要
2012年10月改編で、朝日放送(当時)にて木曜未明（水曜深夜）帯に深夜アニメ30分番組2本枠を放送するにあたり、命名された枠名。朝日放送にて深夜アニメが放送されるのは、2009年に放送された『黒神 The Animation』（テレビ朝日製作）以来3年ぶり。
放送作品の朝日放送テレビ番組サイトに本枠の表記がされており、開始に先駆けて朝日放送公式YouTubeチャンネルで、当枠のジングルが公開された。ジングルのアニメーション製作はAR三兄弟とTYMOTEである。
2016年4月より日曜未明（土曜深夜）に『アニサタ』枠（2020年10月に『ANiMAZiNG2!!!』に改題）を新設し、2020年10月より日曜未明（土曜深夜）に『ANiMAZiNG!!!』枠を新設し、テレビ朝日の『NUMAnimation』枠が全国ネットに拡大したことにより、朝日放送テレビの深夜アニメ番組枠は本枠2本、『ANiMAZiNG!!!』枠1本、『ANiMAZiNG2!!!』枠1本、テレビ朝日製作『NUMAnimation』の合計5本体制となる。
枠導入当初から、毎日放送の『アニメシャワー』『アニメ特区』や読売テレビの『MANPA』に近い放送形態を採用している。2020年1月期から本枠では、新型コロナウイルスの影響による延期や時期変更、2020年10月の『ANiMAZiNG!!!』枠の新設に伴い、日曜未明（土曜深夜）に放送されていた『アニサタ』枠は『ANiMAZiNG!!!』枠と『ANiMAZiNG2!!!』枠に拡大・再編などの影響により、2023年1月期を除き少なくとも1枠は再放送作品が放送されている状態が続いており、ローカル深夜アニメ枠が3枠とも再放送になる事態も複数回発生している。
新聞などのラテ欄やEPGでも当枠名が表示される。当枠の基本放送開始時刻が比較的変更される傾向が見られる。

## 放送時間
| 期間       | 期間       | 前半枠        | 後半枠        |
| ---------- | ---------- | ------------- | ------------- |
| 2012.10.04 | 2013.03.28 | 02:18 - 02:48 | 02:48 - 03:18 |
| 2013.04.04 | 2014.03.27 | 02:13 - 02:43 | 02:43 - 03:13 |
| 2014.04.10 | 2017.10.05 | 02:14 - 02:44 | 02:44 - 03:14 |
| 2017.10.12 | 2018.09.27 | 02:15 - 02:45 | 02:45 - 03:15 |
| 2018.10.11 | 2019.03.28 | 02:20 - 02:50 | 02:50 - 03:20 |
| 2019.04.04 | 2019.09.26 | 02:16 - 02:46 | 02:46 - 03:16 |
| 2019.10.03 | 2020.03.26 | 02:11 - 02:41 | 02:41 - 03:11 |
| 2020.04.02 | 2020.12.24 | 02:14 - 02:44 | 02:44 - 03:14 |
| 2021.01.07 | 2021.03.25 | 02:17 - 02:47 | 02:47 - 03:17 |
| 2021.04.08 | 2024.08.01 | 02:14 - 02:44 | 02:44 - 03:14 |
| 2024.09.19 |            | 02:15 - 02:45 | 02:45 - 03:15 |

## 放送作品

### 前半枠
| 作品名                                                   | 放送期間                       | 制作会社                         | 製作局 or 放送形態     | ABCアニメーション 製作 | 備考 |
| 2:18 - 2:48枠                                            | 2:18 - 2:48枠                  | 2:18 - 2:48枠                    | 2:18 - 2:48枠          | 2:18 - 2:48枠          | 2:18 - 2:48枠 |
| -------------------------------------------------------- | ------------------------------ | -------------------------------- | ---------------------- | ---------------------- | --- |
| 俺の妹がこんなに可愛いわけがない TRUE ROUTE スペシャル版 | 2012年10月4日 - 12月27日       | AIC Build                        | UHFアニメ              |                        | 近畿広域圏では毎日放送『アニメシャワー』枠にて放送済みだが、今回はテレビ未放送分を入れた別ルート版。                                          |
| 俺の彼女と幼なじみが修羅場すぎる                         | 2013年1月10日 - 4月4日         | A-1 Pictures                     | UHFアニメ              |                        | 『俺の妹がこんなに可愛いわけがない。』とは逆に、再放送は毎日放送『アニメ特区』枠で放送。                                                      |
| 2:13 - 2:43枠                                            |                                |                                  |                        |                        | |
| 俺の妹がこんなに可愛いわけがない。                       | 2013年4月11日 - 7月4日         | A-1 Pictures                     | UHFアニメ              |                        | [ 注釈 4 ] |
| 幻影ヲ駆ケル太陽                                         | 2013年7月11日 - 10月3日        | AIC                              | 朝日放送               |                        | |
| 劇場版 空の境界 (テレビアニメ版)                         | 2013年10月10日 - 12月26日      | ufotable                         | 劇場版アニメ           |                        | 2007年から2010年にかけて劇場公開されたアニメ映画を、時系列順に再構成した編集版。                                                              |
| 未確認で進行形                                           | 2014年1月9日 - 3月27日         | 動画工房                         | AT-X                   |                        | 最速放送。 |
| 2:14 - 2:44枠（第1期）                                   |                                |                                  |                        |                        | |
| 蟲師 続章 (前半エピソード)                               | 2014年4月10日 - 6月26日        | ART LAND                         | UHFアニメ              |                        | 第1期はフジテレビ系列の深夜アニメで、近畿広域圏では関西テレビにて放送。                                                                       |
| Free!-Eternal Summer-                                    | 2014年7月3日 - 9月25日         | 京都アニメーション               | 朝日放送               |                        | |
| テラフォーマーズ                                         | 2014年10月1日 - 12月24日       | LIDENFILMS                       | UHFアニメ              |                        | テレビ朝日系列の専門チャンネルであるテレ朝チャンネル1でも放送。                                                                               |
| アルドノア・ゼロ (第2クール)                             | 2015年1月14日 - 4月1日         | A-1 Pictures TROYCA              | 朝日放送 TOKYO MX BS11 |                        | 第1クールは2014年7月期に同枠後半枠にて放送。                                                                                                  |
| プラスティック・メモリーズ                               | 2015年4月8日 - 7月1日          | 動画工房                         | 朝日放送 BS11 AT-X     |                        | |
| 干物妹!うまるちゃん                                      | 2015年7月8日 - 9月23日         | 動画工房                         | BS11 AT-X              |                        | 最速放送。 |
| 学戦都市アスタリスク (1st SEASON)                        | 2015年10月7日 - 12月24日       | A-1 Pictures                     | 朝日放送 アニマックス  |                        | [ 注釈 5 ] |
| 無彩限のファントム・ワールド                             | 2016年1月7日 - 3月31日         | 京都アニメーション               | 朝日放送               |                        | |
| 学戦都市アスタリスク (2nd SEASON)                        | 2016年4月7日 - 6月23日         | A-1 Pictures                     | 朝日放送 アニマックス  |                        | [ 注釈 5 ] |
| orange                                                   | 2016年7月7日 - 9月29日         | テレコム・アニメーションフィルム | テレビ愛知 AT-X        | ○                      | |
| 響け!ユーフォニアム2                                     | 2016年10月6日 - 12月29日       | 京都アニメーション               | UHFアニメ              |                        | 第1期はサンテレビとKBS京都にて放送。京都府内ではKBS京都でも同時期に放送。 第3期は2024年4月期にNHK Eテレにて放送予定。                         |
| 小林さんちのメイドラゴン                                 | 2017年1月12日 - 4月6日         | 京都アニメーション               | UHFアニメ              | ○                      | |
| Free!-Eternal Summer-                                    | 2017年4月13日 - 7月6日         | 京都アニメーション               | 朝日放送               |                        | 再放送。 |
| 天元突破グレンラガン                                     | 2017年7月13日 - 10月5日        | GAINAX                           | テレビ東京             |                        | 2007年にテレビ大阪にて本放送された作品の再放送。大阪府以外の近畿広域圏では地上波初放送となる。                                                |
| 2:15 - 2:45枠（第1期）                                   |                                |                                  |                        |                        | |
| 干物妹!うまるちゃんR                                     | 2017年10月12日 - 12月29日      | 動画工房                         | BS11 AT-X              |                        | |
| ヴァイオレット・エヴァーガーデン                         | 2018年1月11日 - 4月5日         | 京都アニメーション               | UHFアニメ              | ○                      | [ 注釈 7 ] |
| ラストピリオド -終わりなき螺旋の物語-                    | 2018年4月12日 - 6月28日        | J.C.STAFF                        | UHFアニメ              |                        | |
| Free!-Dive to the Future-                                | 2018年7月13日 - 9月27日        | 京都アニメーション               | UHFアニメ              | ○                      | 放送前週に特別番組を放送。 |
| 2:20 - 2:50枠                                            |                                |                                  |                        |                        | |
| 青春ブタ野郎はバニーガール先輩の夢を見ない               | 2018年10月4日 - 12月27日       | CloverWorks                      | TOKYO MX メ〜テレ BS11 | ○                      | 最速放送。 |
| 同居人はひざ、時々、頭のうえ。                           | 2019年1月10日 - 3月28日        | ゼロジー                         | TOKYO MX BS11 AT-X     | ○                      | |
| 2:16 - 2:46枠                                            |                                |                                  |                        |                        | |
| 賢者の孫                                                 | 2019年4月11日 - 6月27日        | SILVER LINK.                     | BS11 AT-X              | ○                      | |
| 青春ブタ野郎はバニーガール先輩の夢を見ない               | 2019年7月4日 - 9月26日         | CloverWorks                      | TOKYO MX メ～テレ BS11 | ○                      | 再放送。 |
| 2:11 - 2:41枠                                            |                                |                                  |                        |                        | |
| 放課後さいころ倶楽部                                     | 2019年10月3日 - 12月19日       | ライデンフィルム                 | UHFアニメ              | ○                      | 最速放送。 テレビ東京の子会社であるテレビ東京メディアネットも製作委員会に参加。                                                               |
| 痛いのは嫌なので防御力に極振りしたいと思います。         | 2020年1月9日 - 3月26日         | SILVER LINK.                     | AT-X                   | ○                      | 第2期は2023年1月期に本枠直後に放送。 |
| 2:14 - 2:44枠（第2期）                                   |                                |                                  |                        |                        | |
| ヴァイオレット・エヴァーガーデン                         | 2020年4月2日 - 6月25日         | 京都アニメーション               | UHFアニメ              | ○                      | 再放送。 |
| ダーリン・イン・ザ・フランキス                           | 2020年7月2日 - 9月17日         | TRIGGER CloverWorks              | TOKYO MX メ〜テレ BS11 | ○                      | 2018年1月・4月期に『アニサタ』枠にて本放送された作品の再放送。 後半枠と合わせて2話連続放送。                                                  |
| キミと僕の最後の戦場、あるいは世界が始まる聖戦           | 2020年10月8日 - 12月24日       | SILVER LINK.                     | AT-X                   | ○                      | |
| 2:17 - 2:47枠                                            |                                |                                  |                        |                        | |
| 痛いのは嫌なので防御力に極振りしたいと思います。         | 2021年1月7日 - 3月25日         | SILVER LINK.                     | AT-X                   | ○                      | 再放送。 |
| 2:14 - 2:44枠（第3期）                                   |                                |                                  |                        |                        | |
| 小林さんちのメイドラゴン                                 | 2021年4月8日 - 7月1日          | 京都アニメーション               | UHFアニメ              | ○                      | 再放送。 |
| 小林さんちのメイドラゴンS                                | 2021年7月8日 - 9月23日         | 京都アニメーション               | UHFアニメ              | ○                      | |
| 小林さんちのメイドラゴン (第14話)                        | 2021年9月30日                  | 京都アニメーション               | UHFアニメ              | ○                      | 1期未放送話、テレビ初放送。 |
| SK∞ エスケーエイト                                       | 2021年10月7日 - 12月23日       | ボンズ                           | テレビ朝日系列         | ○                      | 同年1月期に『ANiMAZiNG!!!』枠にて本放送された作品の再放送。                                                                                   |
| 東京24区                                                 | 2022年1月6日 - 4月7日          | CloverWorks                      | TOKYO MX メ〜テレ BS11 | ○                      | 初回は1時間スペシャルで放送。 最終回は後半枠で放送。                                                                                          |
| ツルネ -風舞高校弓道部-                                  | 2022年4月7日 - 6月30日         | 京都アニメーション               | NHK総合                |                        | 2018年10月期にNHK総合にて本放送された作品の再放送。                                                                                           |
| リコリス・リコイル                                       | 2022年7月7日 - 9月29日         | A-1 Pictures                     | BS11                   | ○                      | |
| 転生したら剣でした                                       | 2022年10月6日 - 12月22日       | C2C                              | BS朝日                 |                        | |
| ツルネ -つながりの一射-                                  | 2023年1月5日 - 3月30日         | 京都アニメーション               | UHFアニメ              | ○                      | |
| 化物語                                                   | 2023年4月13日 - 6月29日        | シャフト                         | UHFアニメ              |                        | 再放送。 |
| 白聖女と黒牧師                                           | 2023年7月13日 - 9月28日        | 動画工房                         | UHFアニメ              |                        | [ 注釈 5 ] |
| 16bitセンセーション ANOTHER LAYER                        | 2023年10月5日 - 12月28日       | st.シルバー                      | TOKYO MX BS11          |                        | |
| 戦国妖狐 世直し姉弟編                                    | 2024年1月11日 - 4月4日         | WHITE FOX                        | メ〜テレ BS朝日        | ○                      | [ 注釈 9 ] |
| キミと僕の最後の戦場、あるいは世界が始まる聖戦           | 2024年4月11日 - 6月27日        | SILVER LINK.                     | AT-X                   | ○                      | 再放送。 |
| キミと僕の最後の戦場、あるいは世界が始まる聖戦 Season II | 2024年7月11日 - 8月1日         | studioぱれっと SILVER LINK.      | AT-X                   | ○                      | 制作上の都合により8月1日をもって中断、 8月より第1期の再放送（セレクション放送）に変更。 2025年4月より『ANiMAZiNG2!!!』枠で再度第1話より放送。 |
| 2:15 - 2:45枠（第2期）                                   |                                |                                  |                        |                        | |
| 妖怪学校の先生はじめました!                              | 2024年10月10日 - 2025年3月27日 | サテライト                       | TOKYO MX               | ○                      | |
| 小林さんちのメイドラゴン                                 | 2025年4月3日 - 6月26日         | 京都アニメーション               | UHFアニメ              | ○                      | 再放送。 |
| 強くてニューサーガ                                       | 2025年7月3日 -                 | スタジオクラッチ                 | TOKYO MX               | ○                      | |

### 後半枠
| 作品名                                           | 放送期間                      | 制作会社                       | 製作局 or 放送形態           | ABCアニメーション 製作 | 備考                                                                                           |
| 2:48 - 3:18枠                                    | 2:48 - 3:18枠                 | 2:48 - 3:18枠                  | 2:48 - 3:18枠                | 2:48 - 3:18枠          | 2:48 - 3:18枠                                                                                  |
| ------------------------------------------------ | ----------------------------- | ------------------------------ | ---------------------------- | ---------------------- | ---------------------------------------------------------------------------------------------- |
| 新世界より                                       | 2012年10月4日 - 2013年3月28日 | A-1 Pictures                   | テレビ朝日                   |                        |                                                                                                |
| 2:43 - 3:13枠                                    |                               |                                |                              |                        |                                                                                                |
| カーニヴァル                                     | 2013年4月4日 - 6月27日        | マングローブ                   | UHFアニメ                    |                        | 最速放送。                                                                                     |
| Free!                                            | 2013年7月4日 - 9月26日        | 京都アニメーション             | 朝日放送                     |                        |                                                                                                |
| 境界の彼方                                       | 2013年10月3日 - 12月19日      | 京都アニメーション             | UHFアニメ                    |                        | TBSテレビも製作委員会に参加。                                                                  |
| ウィッチクラフトワークス                         | 2014年1月9日 - 3月27日        | J.C.STAFF                      | UHFアニメ                    |                        |                                                                                                |
| 2:44 - 3:14枠（第1期）                           |                               |                                |                              |                        |                                                                                                |
| Free!                                            | 2014年4月10日 - 6月26日       | 京都アニメーション             | 朝日放送                     |                        | 再放送。                                                                                       |
| アルドノア・ゼロ (第1クール)                     | 2014年7月10日 - 9月25日       | A-1 Pictures TROYCA            | 朝日放送 TOKYO MX BS11       |                        |                                                                                                |
| 蟲師 続章 (後半エピソード)                       | 2014年10月22日 - 12月24日     | アートランド                   | UHFアニメ                    |                        | 前半エピソードは同年4月期に前半枠にて放送。                                                    |
| ガールズ&パンツァー                              | 2015年1月14日 - 4月1日        | アクタス                       | UHFアニメ                    |                        | 2012年にテレビ大阪にて本放送された作品の再放送。大阪府以外の近畿広域圏では地上波初放送となる。 |
| 放課後のプレアデス                               | 2015年4月8日 - 6月24日        | GAINAX                         | BSフジ                       |                        | 最速放送。                                                                                     |
| GANGSTA.                                         | 2015年7月1日 - 9月23日        | マングローブ                   | 朝日放送 TOKYO MX            |                        | 最速放送。                                                                                     |
| Free! -Eternal Summer-                           | 2015年9月30日 - 12月24日      | 京都アニメーション             | 朝日放送                     |                        | 再放送。                                                                                       |
| 灰と幻想のグリムガル                             | 2016年1月14日 - 3月31日       | A-1 Pictures                   | 朝日放送 AT-X                |                        |                                                                                                |
| テラフォーマーズ リベンジ                        | 2016年4月7日 - 7月6日         | LIDENFILMS TYOアニメーションズ | UHFアニメ                    |                        | 第1期は2014年10月期に同枠前半枠にて放送。                                                      |
| クオリディア・コード                             | 2016年7月14日 - 9月29日       | A-1 Pictures                   | UHFアニメ                    | ○                      |                                                                                                |
| B-PROJECT〜鼓動*アンビシャス〜                   | 2016年10月13日 - 12月29日     | A-1 Pictures                   | TOKYO MX BS11                | ○                      | 2016年7月期に『アニサタ』枠にて本放送された作品の再放送。                                      |
| Free!                                            | 2017年1月12日 - 3月30日       | 京都アニメーション             | 朝日放送                     |                        | 再放送。                                                                                       |
| サクラクエスト                                   | 2017年4月6日 - 9月21日        | P.A.WORKS                      | BS11 AT-X                    | ○                      |                                                                                                |
| 2:45 - 3:15枠（第1期）                           |                               |                                |                              |                        |                                                                                                |
| 天元突破グレンラガン                             | 2017年10月12日 - 12月29日     | GAINAX                         | テレビ東京                   |                        | 2クール目より放送時間繰り下げ。                                                                |
| グランクレスト戦記                               | 2018年1月11日 - 6月28日       | A-1 Pictures                   | BS11                         | ○                      |                                                                                                |
| 化物語                                           | 2018年7月5日 - 9月20日        | シャフト                       | UHFアニメ                    |                        | 2009年に毎日放送『アニメシャワー』枠にて本放送された作品の再放送。                             |
| 2:50 - 3:20枠                                    |                               |                                |                              |                        |                                                                                                |
| ベルゼブブ嬢のお気に召すまま。                   | 2018年10月11日 - 12月27日     | ライデンフィルム               | TOKYO MX                     | ○                      | 最速放送。                                                                                     |
| モブサイコ100 II                                 | 2019年1月10日 - 3月28日       | ボンズ                         | BSフジ                       |                        | 第1期は読売テレビ『MANPA』枠にて放送。 第3期は近畿広域圏では未放送。                           |
| 2:46 - 3:16枠                                    |                               |                                |                              |                        |                                                                                                |
| この世の果てで恋を唄う少女YU-NO                  | 2019年4月4日 - 10月3日        | feel.                          | メ～テレ BSフジ AT-X         | ○                      | 読売テレビの子会社である読売テレビエンタープライズも製作委員会に参加。                         |
| 2:41 - 3:11枠                                    |                               |                                |                              |                        |                                                                                                |
| 私、能力は平均値でって言ったよね!                | 2019年10月10日 - 12月26日     | project No.9                   | テレビ愛知 AT-X              | ○                      |                                                                                                |
| 賢者の孫                                         | 2020年1月9日 - 3月26日        | SILVER LINK.                   | BS11 AT-X                    | ○                      | 再放送。                                                                                       |
| 2:44 - 3:14枠（第2期）                           |                               |                                |                              |                        |                                                                                                |
| 球詠                                             | 2020年4月2日 - 6月18日        | studio A-CAT                   | メ〜テレ AT-X                | ○                      |                                                                                                |
| ダーリン・イン・ザ・フランキス                   | 2020年7月2日 - 9月17日        | TRIGGER CloverWorks            | TOKYO MX メ〜テレ BS11       | ○                      | 2018年1月・4月期に『アニサタ』枠にて本放送された作品の再放送。 前半枠と合わせて2話連続放送。   |
| 偽物語                                           | 2020年10月14日 - 12月24日     | シャフト                       | UHFアニメ                    |                        | 2012年に毎日放送『アニメシャワー』枠にて本放送された作品の再放送。                             |
| 2:47 - 3:17枠                                    |                               |                                |                              |                        |                                                                                                |
| 神様になった日                                   | 2021年1月7日 - 3月25日        | P.A. WORKS                     | TOKYO MX メ〜テレ BS11       | ○                      | 2020年10月期に『ANiMAZiNG2!!!』枠にて本放送された作品の再放送。                                |
| 2:44 - 3:14枠（第3期）                           |                               |                                |                              |                        |                                                                                                |
| 球詠                                             | 2021年4月8日 - 6月24日        | studio A-CAT                   | メ〜テレ AT-X                | ○                      | 再放送。                                                                                       |
| Free!-Dive to the Future-                        | 2021年7月8日 - 9月30日        | 京都アニメーション             | UHFアニメ                    | ○                      | 再放送。 第0話もあわせて放送。                                                                 |
| 22/7                                             | 2021年10月7日 - 12月23日      | A-1 Pictures                   | TOKYO MX メ〜テレ BS11       | ○                      | 2020年1月期に『アニサタ』枠にて本放送された作品の再放送。                                      |
| いわかける! - Sport Climbing Girls -             | 2022年1月13日 - 3月31日       | BLADE                          | テレビ朝日系列 メ〜テレ AT-X | ○                      | 2020年10月期に『ANiMAZiNG!!!』枠にて本放送された作品の再放送。                                 |
| ジャヒー様はくじけない!                          | 2022年4月14日 - 8月25日       | SILVER LINK.                   | テレビ朝日系列 メ〜テレ      | ○                      | 2021年7月・10月期に『ANiMAZiNG!!!』枠にて本放送された作品の再放送。                            |
| SK∞ エスケーエイト                               | 2022年10月6日 - 12月22日      | ボンズ                         | テレビ朝日系列               | ○                      | 再放送。                                                                                       |
| 氷属性男子とクールな同僚女子                     | 2023年1月5日 - 3月23日        | ゼロジー リーベル              | メ〜テレ BS朝日              | ○                      |                                                                                                |
| 4人はそれぞれウソをつく                          | 2023年4月13日 - 6月22日       | スタジオフラッド               | テレビ朝日系列               | ○                      | 2022年10月期に『ANiMAZiNG!!!』枠にて本放送された作品の再放送。                                 |
| 怪人開発部の黒井津さん                           | 2023年7月6日 - 9月21日        | Quad                           | テレビ朝日系列 メ〜テレ BS11 | ○                      | 2022年1月期に『ANiMAZiNG!!!』枠にて本放送された作品の再放送。 初回は前半枠で放送。             |
| 老後に備えて異世界で8万枚の金貨を貯めます        | 2023年10月5日 - 12月21日      | FelixFilm                      | テレビ朝日系列               | ○                      | 2023年1月期に『ANiMAZiNG!!!』枠にて本放送された作品の再放送。                                  |
| リコリス・リコイル                               | 2024年1月11日 - 4月4日        | A-1 Pictures                   | BS11                         | ○                      | 再放送。                                                                                       |
| 戦国妖狐 世直し姉弟編                            | 2024年4月11日 - 6月27日       | WHITE FOX                      | メ〜テレ BS朝日              | ○                      | 再放送。                                                                                       |
| 戦国妖狐 千魔混沌編                              | 2024年7月18日 - 12月26日      | WHITE FOX                      | メ〜テレ BS朝日              | ○                      |                                                                                                |
| 2:45 - 3:15枠（第2期）                           |                               |                                |                              |                        |                                                                                                |
| 痛いのは嫌なので防御力に極振りしたいと思います。 | 2025年1月9日 - 3月27日        | SILVER LINK.                   | AT-X                         | ○                      | 再放送。                                                                                       |
| GUILTY GEAR -STRIVE-: DUAL RULERS                | 2025年4月10日 - 5月29日       | サンジゲン                     |                              | ○                      |                                                                                                |
| 瑠璃の宝石                                       | 2025年7月10日 -               | スタジオバインド               | TOKYO MX BS11 AT-X           |                        |                                                                                                |

### 番組の移り変わり
■：再放送　■：実質再放送
|            | 第1部                                                    | 第2部                                            |
| ---------- | -------------------------------------------------------- | ------------------------------------------------ |
| 2012年10月 | 俺の妹がこんなに可愛いわけがない TRUE ROUTE スペシャル版 | 新世界より                                       |
| 2013年1月  | 俺の彼女と幼なじみが修羅場すぎる                         | 新世界より                                       |
| 2013年4月  | 俺の妹がこんなに可愛いわけがない。                       | カーニヴァル                                     |
| 2013年7月  | 幻影ヲ駆ケル太陽                                         | Free!                                            |
| 2013年10月 | 劇場版 空の境界（テレビアニメ版）                        | 境界の彼方                                       |
| 2014年1月  | 未確認で進行形                                           | ウィッチクラフトワークス                         |
| 2014年4月  | 蟲師 続章（前半エピソード）                              | Free!                                            |
| 2014年7月  | Free!-Eternal Summer-                                    | アルドノア・ゼロ（第1クール〉                    |
| 2014年10月 | テラフォーマーズ                                         | 蟲師 続章（後半エピソード）                      |
| 2015年1月  | アルドノア・ゼロ（第2クール〉                            | ガールズ&パンツァー                              |
| 2015年4月  | プラスティック・メモリーズ                               | 放課後のプレアデス                               |
| 2015年7月  | 干物妹!うまるちゃん                                      | GANGSTA.                                         |
| 2015年10月 | 学戦都市アスタリスク（1st Season〉                       | Free!-Eternal Summer-                            |
| 2016年1月  | 無彩限のファントム・ワールド                             | 灰と幻想のグリムガル                             |
| 2016年4月  | 学戦都市アスタリスク（2nd Season）                       | テラフォーマーズ リベンジ                        |
| 2016年7月  | orange                                                   | クオリディア・コード                             |
| 2016年10月 | 響け!ユーフォニアム2                                     | B-PROJECT～鼓動*アンビシャス～                   |
| 2017年1月  | 小林さんちのメイドラゴン                                 | Free!                                            |
| 2017年4月  | Free!-Eternal Summer-                                    | サクラクエスト                                   |
| 2017年7月  | 天元突破グレンラガン                                     | サクラクエスト                                   |
| 2017年10月 | 干物妹!うまるちゃんR                                     | 天元突破グレンラガン                             |
| 2018年1月  | ヴァイオレット・エヴァーガーデン                         | グランクレスト戦記                               |
| 2018年4月  | ラストピリオド -終わりなき螺旋の物語-                    | グランクレスト戦記                               |
| 2018年7月  | Free!-Dive to the Future-                                | 化物語                                           |
| 2018年10月 | 青春ブタ野郎はバニーガール先輩の夢を見ない               | ベルゼブブ嬢のお気に召すまま。                   |
| 2019年1月  | 同居人はひざ、時々、頭のうえ。                           | モブサイコ100 II                                 |
| 2019年4月  | 賢者の孫                                                 | この世の果てで恋を唄う少女YU-NO                  |
| 2019年7月  | 青春ブタ野郎はバニーガール先輩の夢を見ない               | この世の果てで恋を唄う少女YU-NO                  |
| 2019年10月 | 放課後さいころ倶楽部                                     | 私、能力は平均値でって言ったよね!                |
| 2020年1月  | 痛いのは嫌なので防御力に極振りしたいと思います。         | 賢者の孫                                         |
| 2020年4月  | ヴァイオレット・エヴァーガーデン                         | 球詠                                             |
| 2020年7月  | ダーリン・イン・ザ・フランキス                           | ダーリン・イン・ザ・フランキス                   |
| 2020年10月 | キミと僕の最後の戦場、あるいは世界が始まる聖戦           | 偽物語                                           |
| 2021年1月  | 痛いのは嫌なので防御力に極振りしたいと思います。         | 神様になった日                                   |
| 2021年4月  | 小林さんちのメイドラゴン                                 | 球詠                                             |
| 2021年7月  | 小林さんちのメイドラゴンS                                | Free!-Dive to the Future-                        |
| 2021年7月  | 小林さんちのメイドラゴン（第14話）                       | Free!-Dive to the Future-                        |
| 2021年10月 | SK∞ エスケーエイト                                       | 22/7                                             |
| 2022年1月  | 東京24区                                                 | いわかける! - Sport Climbing Girls -             |
| 2022年4月  | ツルネ -風舞高校弓道部-                                  | ジャヒー様はくじけない!                          |
| 2022年7月  | リコリス・リコイル                                       | ジャヒー様はくじけない!                          |
| 2022年10月 | 転生したら剣でした                                       | SK∞ エスケーエイト                               |
| 2023年1月  | ツルネ -つながりの一射-                                  | 氷属性男子とクールな同僚女子                     |
| 2023年4月  | 化物語                                                   | 4人はそれぞれウソをつく                          |
| 2023年7月  | 白聖女と黒牧師                                           | 怪人開発部の黒井津さん                           |
| 2023年10月 | 16bitセンセーション ANOTHER LAYER                        | 老後に備えて異世界で8万枚の金貨を貯めます        |
| 2024年1月  | 戦国妖狐 世直し姉弟編                                    | リコリス・リコイル                               |
| 2024年4月  | キミと僕の最後の戦場、あるいは世界が始まる聖戦           | 戦国妖狐 世直し姉弟編                            |
| 2024年7月  | キミと僕の最後の戦場、あるいは世界が始まる聖戦 Season II | 戦国妖狐 千魔混沌編                              |
| 2024年10月 | 妖怪学校の先生はじめました!                              | 戦国妖狐 千魔混沌編                              |
| 2025年1月  | 妖怪学校の先生はじめました!                              | 痛いのは嫌なので防御力に極振りしたいと思います。 |
| 2025年4月  | 小林さんちのメイドラゴン                                 | GUILTY GEAR STRIVE: DUAL RULERS                  |
| 2025年7月  | 強くてニューサーガ                                       | 瑠璃の宝石                                       |

## 備考
『Free!』『Free!-Eternal Summer-』の製作委員会「岩鳶高校水泳部」「岩鳶高校水泳部ES」と『無彩限のファントム・ワールド』の製作委員会「無彩限の製作委員会」のメンバーは「京都アニメーション・ポニーキャニオン・ランティス・ABC」と同一で、『小林さんちのメイドラゴン』の製作委員会「ドラゴン生活向上委員会」のメンバーもABC本社からABCアニメーションに、『Free! -Dive to the Future-』の製作委員会「岩鳶町後援会」のメンバーもランティスからバンダイナムコアーツにそれぞれ変更したのみで基本的に同一メンバー、『ツルネ -つながりの一射-』の製作委員会「ツルネ製作委員会」はバンダイナムコアーツからバンダイナムコミュージックライブに変更し楽音舎が加わった形となる。